# Kaniere (rivière)
La rivière Kaniere  (en anglais : Kaniere River) est un cours d’eau dans la région de la  West Coast de l’Île du Sud de la Nouvelle-Zélande.

## Géographie
La rivière est l' exutoire du lac Kaniere, et s’écoule vers l’ouest pour atteindre la rivière Hokitika à 5 km de la côte de la Mer de Tasman.